# غاريث بيل
غاريث فرانك بيل (بالإنجليزية: Gareth Frank Bale) (مواليد 16 يوليو 1989) هو لاعب كرة قدم ويلزي سابق ، لعب كجناح مدة مسيرته الاحترافية التي استمرت أكثر من 15 عاما، فاز خلالها بالكثير من الأرقام الفردية والجماعية مع فريقيْ توتنهام هوتسبير الإنجليزي وريال مدريد الإسباني، لعب طول مسيرته 664 مباراة وسجل 226 هدفا (مع الأندية والمنتخب) وفاز بـ22 بطولة، وهو أكثر اللاعبين مشاركة مع منتخب ويلز الوطني بـ111 مباراة، والهداف التاريخي له برصيد 41 هدفا، ويُنظر إليه على نطاق واسع على أنه أحد أعظم الأجنحة في جيله وأحد أعظم لاعبي ويلز في التاريخ.
بدأ بيل مسيرته الاحترافية في نادي ساوثهامبتون، حيث لعب في مركز الظهير الأيسر وحصل على الإشادة باعتباره متخصصًا في الركلات الحرة. انتقل بيل إلى توتنهام هوتسبير في عام 2007 مقابل 7 ملايين جنيه إسترليني في النهاية. خلال الفترة التي قضاها في توتنهام، شهدت التحولات الإدارية والتكتيكية تحوله إلى لاعب أكثر هجومًا. من موسم 2009–10، تحت إشراف هاري ريدناب، أصبح بيل جزءًا لا يتجزأ من الفريق، وارتقى إلى الاهتمام الدولي خلال دوري أبطال أوروبا 2010–11. في عامي 2011 حصل على جائزة أفضل لاعب في إنجلترا لعام، وتم اختياره ضمن فريق اليويفا لهذا العام. في عام 2013، حصل أيضًا على جائزة أفضل لاعب شاب في إنجلترا، وجائزة أفضل لاعب في إنجلترا من اتحاد كتاب كرة القدم ولاعب الموسم في الدوري الإنجليزي الممتاز. تم اختياره ضمن فريق العام من اتحاد لاعبي كرة القدم المحترفين ثلاث مرات على التوالي بين عامي 2011 و2013.
انتقل بيل إلى ريال مدريد في عام 2013 مقابل رسوم غير معلنة. ذكرت الصحف في ذلك الوقت أن قيمة الانتقال تتراوح بين 91 مليون يورو و100 مليون يورو. في كانون الثاني (يناير) 2016، تم تسريب وثائق تتعلق بالانتقال والتي أكدت انتقاله كانت أغلى صفقة انتقال لاعب كرة القدم في ذلك الوقت بقيمة 100.8 مليون يورو، متجاوزًا رسوم الانتقال القياسية السابقة البالغة 80 مليون جنيه إسترليني (94 مليون يورو) التي دفعها ريال مدريد لكريستيانو رونالدو في عام 2009. لعب بيل لعب دورًا أساسيًا في موسمه الأول مع ريال مدريد، حيث ساعد النادي على الفوز بكأس الملك ودوري أبطال أوروبا، وسجل في كلا النهائيين. في الموسم التالي، فاز بكأس السوبر الأوروبي وسجل في ثالث نهائي رئيسي لمساعدة النادي على الفوز بكأس العالم للأندية. بعد ذلك بعامين، كان لاعباً أساسياً في نهائي آخر من دوري أبطال أوروبا، حيث فاز بلقب 2015–16 واختير ضمن تشكيلة الموسم. كان أيضًا أحد المرشحين النهائيين في جائزة أفضل لاعب في أوروبا، وتم اختياره رجل المباراة حيث سجل هدفين في نهائي دوري أبطال أوروبا 2018. في 2020–21، عاد إلى توتنهام على سبيل الإعارة، وكان الموسم التالي آخر موسم له مع ريال مدريد، حيث حصل على لقب دوري آخر بالإضافة إلى لقبه الخامس في دوري أبطال أوروبا، على الرغم من حصوله على القليل من الوقت في اللعب. انضم لاحقًا إلى نادي الدوري الأمريكي لوس أنجلوس في يوليو 2022 وفاز بدرع المشجعين وكأس الدوري الأمريكي في ذلك الموسم.
ظهر بيل لأول مرة مع منتخب ويلز في مايو 2006، وأصبح أصغر لاعب في تلك المرحلة يمثل ويلز. ثم خاض 111 مباراة دولية وسجل 41 هدفًا دوليًا، مما جعله اللاعب الأكثر مشاركة هداف ويلز التاريخ. كان هداف ويلز في تصفيات بطولة أمم أوروبا 2016، وسجل سبعة أهداف. بعد ذلك مثل ويلز في نهائيات بطولة أمم أوروبا 2016 حيث وصلوا إلى الدور نصف النهائي، وسجل ثلاثة أهداف. شارك لاحقًا مع الفريق في بطولة أمم أوروبا 2020 وكان محوريًا في تصفيات ويلز المؤهلة لكأس العالم 2022، منهياً 64 عامًا من الجفاف في عدم الوصول إلى كأس العالم. حصل على لقب أفضل لاعب كرة قدم في ويلز وهو رقم قياسي ست مرات. في يناير 2023، أعلن بيل اعتزاله كرة القدم عن عمر يناهز 33 عامًا.

## نشأته وحياته
ولد بيل في كارديف، ويلز، أباه فرانك، هو أحد موظفي المدرسة التي يدرس بها، وأمه ديبي، مديرة عمليات؛ في أيام الدراسة كان بيل طالب متميز حيث تحصل على شهادة الثانوية بتقدير ممتاز كما إنه كان قد لعب مع فريق مدرسته للهوكي والركبي وكذلك كرة القدم وألعاب القوى وفي يوم تخرجه كان بيل قد تحصل على شهادة تقدير لما فعله لمدرسته الثانوية هيتشورتش الواقعة في كارديف وكان هناك العديد من كاشفو المواهب التعاقد مع بيل ولكنه فضل البقاء مع ساوثهامبتون الذي كان السبب في جعل بيل يخرج من المدرسة للتفرغ لكرة القدم.

## مسيرته الكروية

### ساوثهامبتون
بعد أن كان قد انضم للفريق الذي عبر من خلاله في كل الفئات السنية تحديداً من سن التاسعة فقد انضم رسمياً للفريق الأول في أبريل 2006 وكان عمره 16.5 سنة وكان يعتبر ثالث أصغر لاعب يلعب مباراة كاملة في دوري الدرجة الممتازة بكامل مستوياته بعد ثيو والكوت الذي يلعب لصالح فريق ارسنال. وفي الموسم الأول لم يلعب سوى مباراتين ولكن في الموسم الثاني كان بيل متألق وبشدة عندما لعب 40 مباراة محرزاً 5 أهداف وكانت أول أهدافه في شباك مرمى فريق ديربي كاونتي عن طريق ركلة حرة التي هو معروف بها إلى حد الآن. وفي مباريات تصفيات الصعود إلى بطولة دوري الدرجة الممتازة خاض ساوثهامبتون لقائه الحاسم أمام ديربي كاونتي وكان بيل اللاعب الأبرز في صفوف فريقه ولكن كان لقائه الأخير مع فريقه الذي أخرجه لعالم الشهرة فأصيب بإصابة قوية في الشوط الثاني من المباراة. وبعد فشل فريقه بالتأهل تهافتت عليه الأندية الإنجليزية الكبيرة وكان أبرزها آرسنال وتوتنهام هوتسبر ولكن الأخير كان أكثر جدية من غيره فحصل على توقيعه لمدة أربع سنوات.

### توتنهام
بعد انتقاله بقيمة 5 ملايين جنيه إسترليني لمدة أربع سنوات كاملة مع توتنهام هوتسبير لعب لقائه الأول أمام أحد الفرق الهواة الإنجليزية ولكنه لم يلعب سوى 8 دقائق ولكن في أول لقاء له في الدوري والذي كان أمام فريق مانشستر يونايتد كان بيل قد قدم أداء قوي ورائع مع توتنهام هوتسبر مما جعل الصحف تتهافت باسمه كونه لم يتعد الثامنة عشر من عمره ولكنه قدم أداء لاعب تجاوز من الخبر 30 سنة. مهما يكن فأهدافه بالركلات الحرة المعروف هو بها تألق فيها أمام آرسنال عندما أرسل كرة رائعة بمنتهى الدقة لشباك حارس المرمى الإسباني مانويل ألمونيا في الديربي الشهير ديربي شمال لندن وفي موسمه الأول وهو بسن الثامنة عشر أحرز في الدوري هدفين من أصل 9 مباريات فقط لعبها وفي كأس الاتحاد الإنجليزي سجل هدف وحيد من مباراة واحدة وفي كأس الاتحاد الأوروبي لعب ثلاث مباريات ولم يحرز فيها أي هدف كونه دخل في كل المباريات كبديل.

### ريال مدريد
انضم غاريث بيل إلى ريال مدريد بتاريخ 1 سبتمبر 2013، حيث شهد هذا اليوم الإعلان الرسمي عن الصفقة التي شغلت الإعلام الرياضي بحيث استمرت المفاوضات بين فلورنتينو بيريز رئيس ريال مدريد ودانييل لافي رئيس توتنهام لعدة شهور أثمرت في النهاية عن ارتداء اللاعب لقميص رقم 11 مع نادي ريال مدريد، مقابل مبلغ أعلنت قناة ريال مدريد أنه يساوي 99 مليون يورو (85.3 مليون جنيه استرليني) وأكد رئيس ريال مدريد فلورنتينو بيريز بأن سعر غاريث بيل هو 99 مليون يورو في 15 أكتوبر 2013، بينما قدرته الصحافة الإنجليزية بـ120 مليون يورو لمدة 6 مواسم.

#### موسم 2013–14
في موسمه الأول مع الفريق الملكي سجل هدف الفوز في نهائي كأس ملك إسبانيا ضد برشلونة كما سجل هدف التقدم في نهائي دوري أبطال أوروبا ضد أتلتيكو مدريد.

#### موسم 2014–15
في موسمه الثاني استطاع التسجيل في نهائي كأس العالم للأندية 2014 ليحقق ريال مدريد اللقب بعد الفوز على سان لورينزو بنتيجة 2–0.

#### 2015–2019

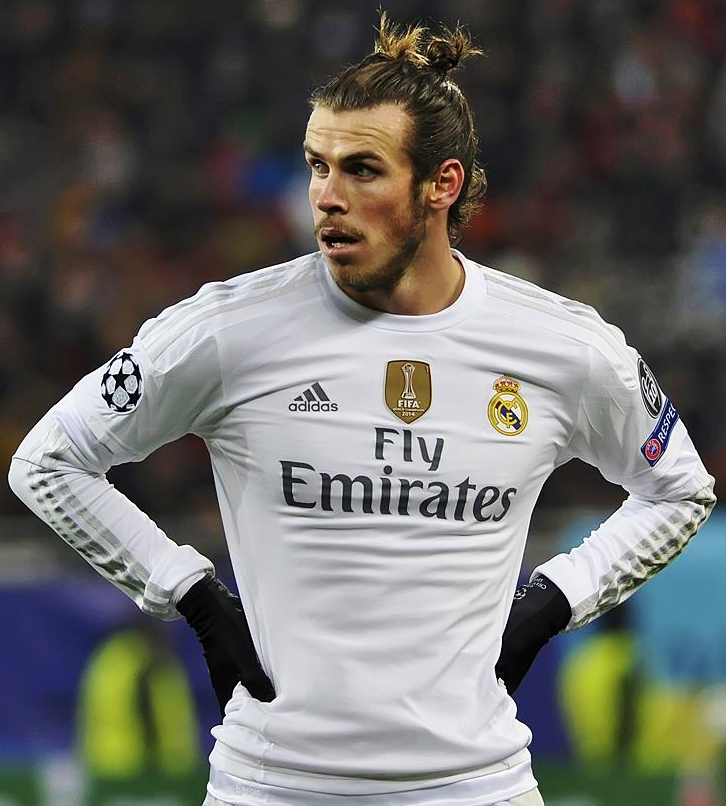
بيل خلال موسم دوري أبطال أوروبا 2015–16

في 20 مارس 2016، سجل بيل هدفه رقم 43 في الدوري الأسباني في مباراة هزيمة إشبيلية 4–0 ليتجاوز غاري لينيكر كأكثر لاعب بريطاني سجل في تاريخ المسابقة. شارك بيل كلاعب أساسي عندما فاز فريقه ببطولة دوري أبطال أوروبا 2015–16. كما صنع الهدف الوحيد للفريق في المباراة وسجل ضربته الترجيحية في ركلات الترجيح ليتوج مع فريقة كبطل لدوري أبطال أوروبا.
في 30 أكتوبر 2016، جدد بيل عقده مع مدريد حتى عام 2022. في 22 أكتوبر من عام 2016، أصيب بيل في أوتار الكاحل خلال مباراة الفوز 2–1 على مضيفه سبورتينغ لشبونة وأبتعد عن الملاعب لمدة تصل إلى أربعة أشهر. في 23 أبريل، لعب بيل مباراته رقم 100 في الدوري الإسباني في مباراة الهزيمة في الكلاسيكو 3–2 على أرضه أمام برشلونة، لكنه أجبر على الخروج بسبب الإصابة.
على الرغم من معاناته من عدة إصابات خلال الموسم، تمكن بيل من تسجيل 19 هدف حيث فاز فريقه باللقب رقم 33 في الدوري الاسباني. بعد غيابه لأكثر من شهر، عاد إلى التدريبات من أجل نهائي دوري أبطال أوروبا 2017، الذي فاز فيه ريال مدريد 4–1 على يوفنتوس.
وفي موسمه الخامس مع الملكي أستطاع حسم اللقب الثالث عشر والثالث توالياً لريال مدريد بعد دخوله كبديل عن إيسكو في الشوط الثاني، وسجل هدفين في المباراة التي أنتهت بفوز فريقه 3–1. الهدف الأول جاء عن طريق ضربة مقصية رائعة والهدف الثاني تسديدة قوية أخطاءها حارس نادي ليفربول لوريس كاريوس لتسكن الشباك. كما حصل على لقب رجل المباراة في ذلك النهائي. وأصبح أول لاعب بديل في تاريخ نهائيات البطولة يسجل هدفين.
بعد تفكك هجوم ريال مدريد المسمى بـ بي بي سي بعد انتقال كريستيانو رونالدو إلى يوفنتوس، واستبدال زيدان بمدير فني جديد وهو جولين لوبيتيغي، كان بيل حاضراً في كل المباريات خلال أغسطس 2018، وحصل على جائزة لاعب الشهر في ريال مدريد، وسجل ضد خيتافي وجيرونا.
في 19 ديسمبر 2018، سجل بيل هاتريك في الفوز 3–1 على كاشيما أنتلرز في الدور نصف النهائي من كأس العالم للأندية 2018. أصبح ثالث لاعب يسجل هاتريك في مباراة بكأس العالم للأندية بعد كريستيانو رونالدو ولويس سواريز. كما أصبح ثالث لاعب يسجل في ثلاث نسخ من المسابقة بعد كريستيانو رونالدو وليونيل ميسي. حصل على الكرة الذهبية بعد تحقيق ريال مدريد المسابقة بعد الفوز على العين 4–1 في المباراة النهائية.
في 9 فبراير 2019، سجل بيل هدفه رقم 100 مع ريال مدريد بعد تسجيله الهدف الثالث للفريق في مباراة الفوز خارج أرضه على غريمه أتلتيكو مدريد 3–1؛ ومع ذلك، كان أيضًا مصدر جدل في وسائل الإعلام بعد المباراة، بسبب احتفاليته «الاستفزازية» التي وجهها تجاه مشجعي الخصم.

#### موسم 2019–20
في يوليو 2019 كان قريبًا من مغادرة النادي، وفقًا للمدير فني زين الدين زيدان، ولكن في وقت لاحق من ذلك الشهر، تم إلغاء انتقاله المتوقع نحو النادي الصيني جيانغسو سونينغ من قبل ريال مدريد. في أكتوبر 2019 قيل أن بيل كان «غاضبًا» من ريال مدريد وأراد المغادرة، لكن في وقت لاحق من ذلك الشهر قال زيدان إن بيل لم يطلب المغادرة أبدًا. كما قال رئيس ريال مدريد السابق رامون كالديرون إن بيل يجب أن يعود إلى توتنهام. شارك في 16 مباراة خلال موسم الدوري، حيث فاز ريال مدريد بلقب الدوري.

#### 2020–2022: الإعارة لتوتنهام هوتسبر والمغادرة
في 19 سبتمبر 2020، عاد بيل إلى توتنهام هوتسبير على سبيل الإعارة لمدة عام. سجل هدفه الأول منذ عودته إلى النادي في 1 نوفمبر بعد دخوله كبديل، في مباراة الفوز 2–1 على أرضه أمام برايتون أند هوف ألبيون. في 3 ديسمبر– سجل بيل هدفه رقم 200 في مسيرة في مباراة التعادل 3–3 ضد لاسك لينتس في الدوري الأوروبي. سجل ثنائية ومرر تمريرة حاسمة في الفوز 4–0 على بيرنلي في 28 فبراير 2021. سجل بيل ثنائية أخرى في فوز توتنهام 4–1 على كريستال بالاس في 7 مارس– مما رفع رصيده إلى ستة أهداف في ست مباريات. في 2 مايو، سجل بيل هاتريك في الفوز 4–0 على شيفيلد يونايتد. كان هذا هو الهاتريك الثاني له فقط في الدوري الإنجليزي والأولى منذ عودته إلى توتنهام. في 23 مايو 2021، دخل بيل من مقاعد البدلاء ليسجل هدفين ضد ليستر سيتي في مباراة الفوز 4–2 خارج الأرض مما أدى إلى احتلال توتنهام للمركز السابع، مما يضمن التأهل إلى دوري المؤتمر الأوروبي.

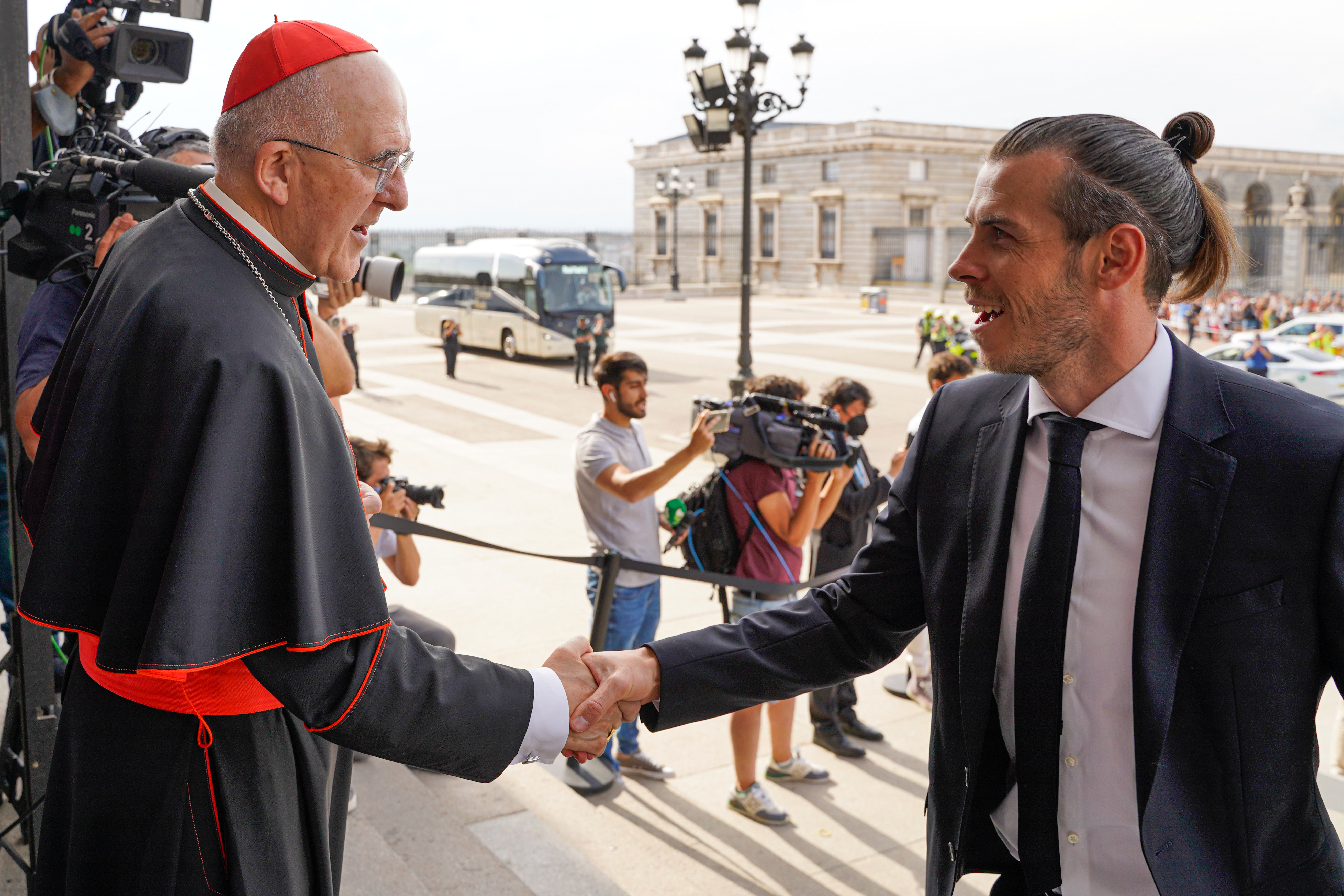
بيل يزور كاتدرائية المودينا بعد فوزه بدوري أبطال أوروبا 2021–22

عاد بيل إلى ريال مدريد لموسم 2021–22. كان ظهوره خلال الموسم محدود للغاية. أكد وكيل بيل، جوناثان بارنيت، في مايو 2022 أن بيل سيغادر ريال مدريد في نهاية الموسم. في 1 يونيو، نشر بيل بنفسه رسالة مفتوحة على تويتر تؤكد خروجه.

### لوس أنجلوس والاعتزال
في 27 يونيو 2022، أعلن نادي الدوري الأمريكي لكرة القدم لوس أنجلوس أنهم وقعوا مع بيل على عقد مدته 12 شهرًا باستخدام أموال التخصيص المستهدفة. شارك لأول مرة في 17 يوليو كبديل في الدقيقة 72 في فوز 2–1 في ناشفيل إس سي. في ظهوره التالي، في 23 يوليو، دخل كبديل في الدقيقة 65 ضد سبورتينغ كانساس سيتي، وسجل هدفه الأول للنادي في الفوز 2–0. قدم بيل 12 مباراة في الموسم العادي مع لوس أنجلوس، حيث بدأ مباراتين، لكنه ظل غير مستخدم في الغالب حيث فاز النادي بدرع المشجعين. ظهر لأول مرة في مباراة فاصلة في كأس الدوري الأمريكي كبديل، حيث جلب التعادل برأسية في الدقيقة 128 بالمباراة بنتيجة 3–3 وأرسلها إلى ركلات الترجيح. كان هدفه هو آخر هدف من حيث عدد الدقائق في تاريخ الدوري الأمريكي. فاز لوس أنجلوس بركلات الترجيح وأول لقب لها في كأس الدوري الأمريكي.
في 9 يناير 2023، أعلن بيل اعتزاله كرة القدم الاحترافية.

## مسيرته الدولية

### ويلز

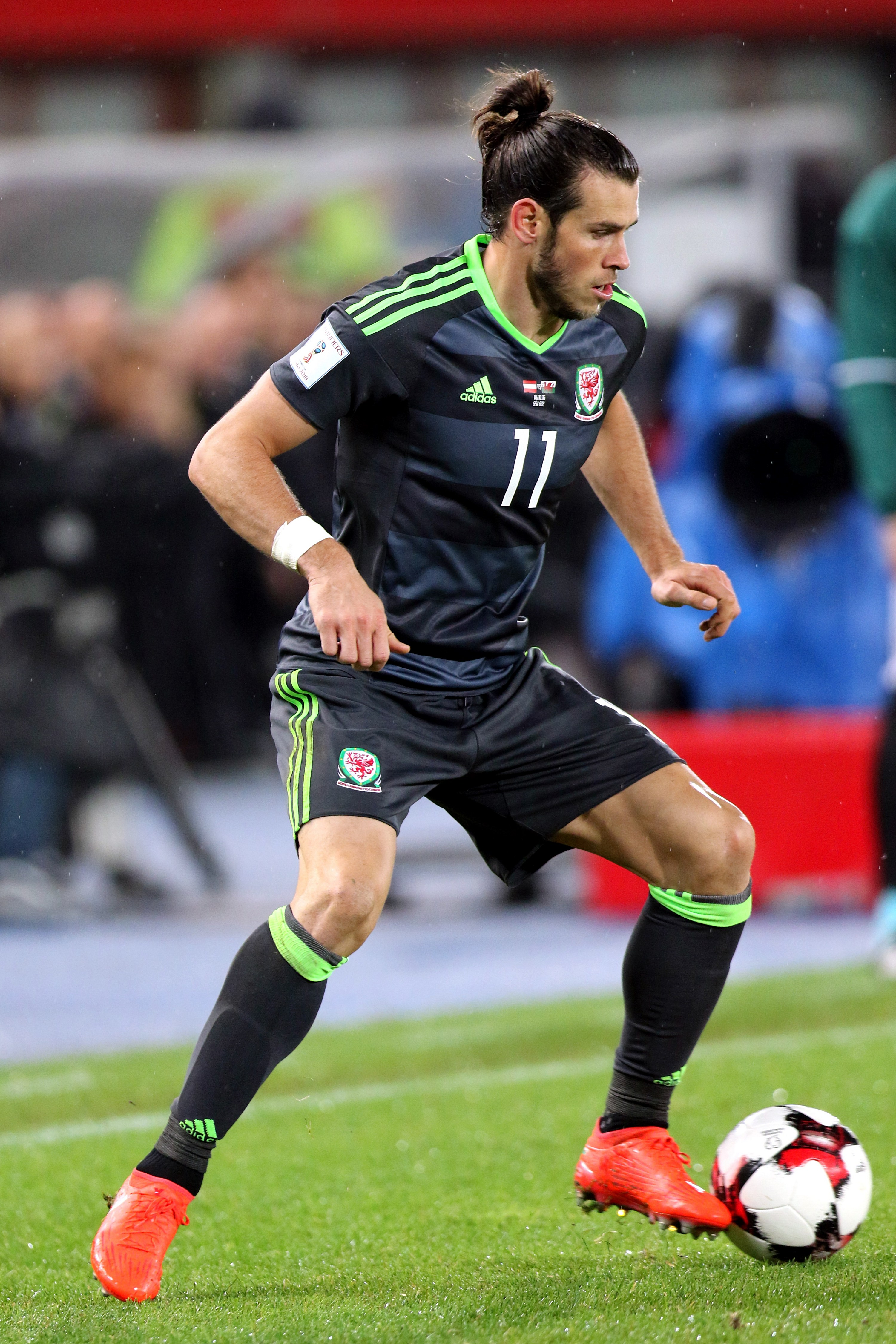
بيل يلعب مع ويلز في مباراة تصفيات كأس العالم 2018 ضد النمسا في أكتوبر 2016.

في سنة 2006 خاض أول مباراة له مع المنتخب الويلزي بعد أن لعب مباراتين مع منتخب الناشئين تحت 18 سنة وعندما كان يلعب مع المنتخب الأول فإن كسر الرقم القياسي كونه أصغر لاعب يمثل المنتخب. في مباراة منتخب ويلز في تصفيات كأس الأمم الأوروبية أمام منتخب سلوفاكيا كان بيل قد أحرز أبرز أهدافه في مسيرته لحد الآن كونه سجل الهدف ليكون أصغر لاعب في تاريخ ويلز يحرز هدف كما أن مساعد مدرب المنتخب الويلزي الذي درب بيل قال بأن قدمه اليسرى وإبداعه على الجهة اليسرى يذكره بغيغز أعظم لاعب في تاريخ ويلز في هذا المركز.

تم إجراء استفتاء في أحد الصحف ويبين بأن 60 في المائة من المصوتين أكدوا بأن بيل قادر على أن يوصل منتخب ويلز لبطولة كأس العالم في المستقبل. وفي حديث لغيغزعن بيل قال:

#### يورو 2016

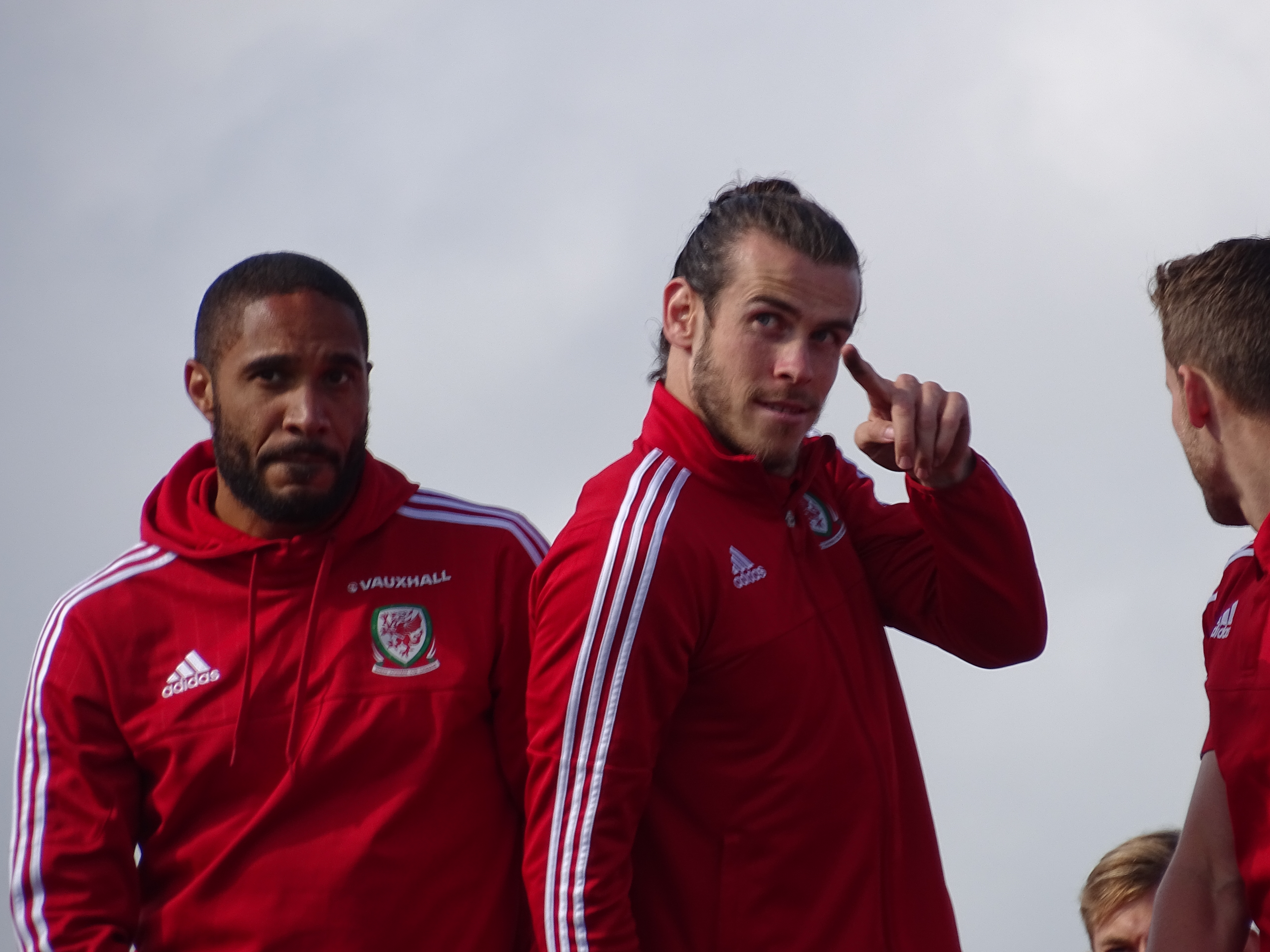
بيل مع أشلي ويليامز (يسار) في حدث العودة للوطن الخاص في كارديف. ووصف بيل، الذي كان يتابعه آلاف المشجعين، الحدث بأنه "مميز للغاية" في مقابلة مع بي بي سي.

في 9 سبتمبر 2014، سجل بيل هدفين، أحدهما بضربة رأس والآخر بضربة حرة، حيث تغلبت ويلز على أندورا 2–1 في أول مباراة لهم في تصفيات بطولة أمم أوروبا 2016. وبذلك، أصبح الهداف العاشر لويلز على الإطلاق برصيد 14 هدفًا، جنبًا إلى جنب مع جون هارتسون. سجل بيل هدفين في 28 مارس 2015، في فوز 3–0 خارج أرضه على إسرائيل. في 12 يونيو، مباراته الدولية رقم 50، سجل الهدف الوحيد في الفوز على بلجيكا في التصفيات على أرضه، حيث قاد ويلز إلى صدارة المجموعة الثانية. وسجل من عرضية قدمها له جاز ريتشاردز في 3 سبتمبر في الفوز 1–0 خارج أرضه على قبرص، مما وضع ويلز على بعد ثلاث نقاط من التأهل. مع التأهل إلى بطولة أمم أوروبا 2016 حقق إنجاز التأهل لأول نهائيات كبرى للمنتخب منذ كأس العالم 1958، في 13 أكتوبر 2015، سجل بيل هدفه السابع في التصفيات لويلز ضد أندورا على ملعب كارديف سيتي.

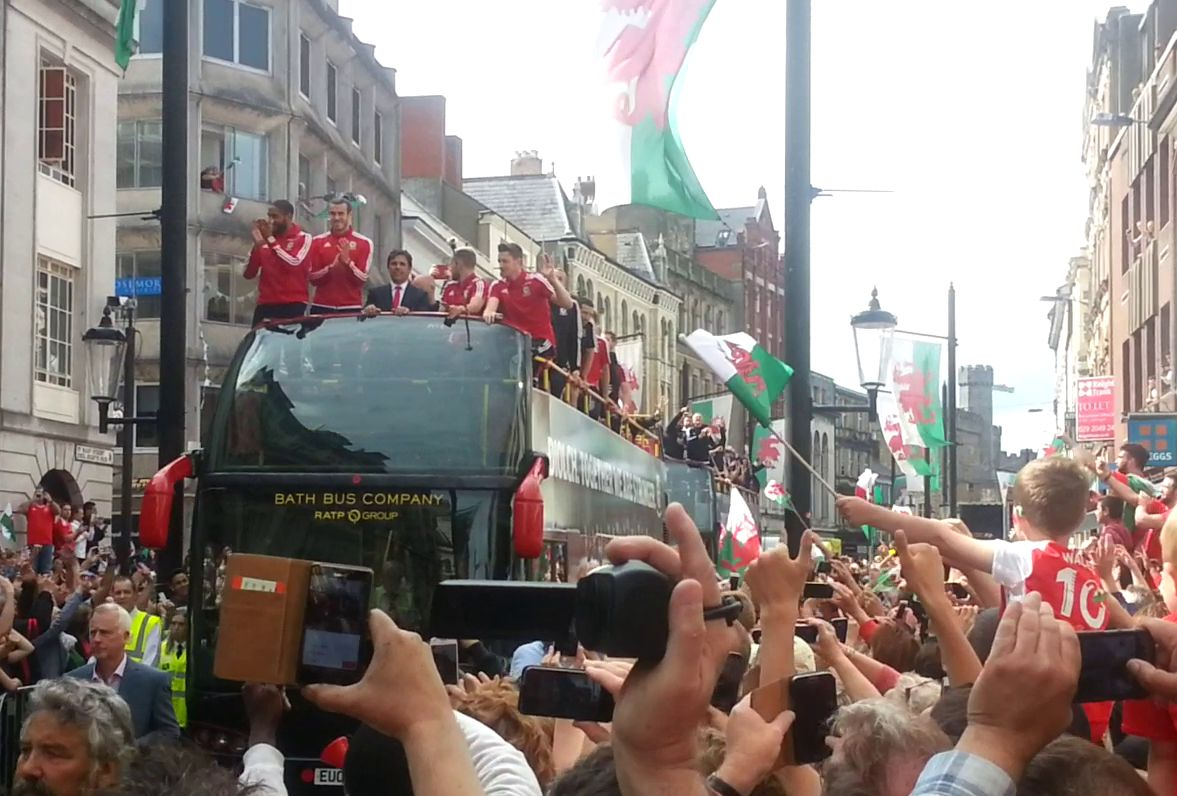
بيل في الحافلة المفتوحة (الثاني من اليسار) في عودة الفريق الويلزي إلى كارديف بعد بطولة أمم أوروبا 2016

في 11 يونيو، سجل بيل الهدف الأول في مباراة ويلز ضد سلوفاكيا في مباراتهم الافتتاحية لبطولة بطولة أمم أوروبا 2016 من ركلة حرة، مما ساعد بلاده على تحقيق الفوز 2–1، ليقودهم إلى فوزهم الأول في أي بطولة منذ 58 عاما. هدفه جعله أول لاعب ويلزي يسجل في بطولة دولية كبرى منذ هدف تيري ميدوين ضد المجر في كأس العالم 1958. ثم تابع ذلك بتسجيله هدف آخر من ركلة حرة افتتاحية ضد إنجلترا في مباراة المجموعة الثانية، على الرغم من أن ويلز خسرت المباراة 2–1 في النهاية. جعل هذا بيل أول لاعب يسجل ركلتين حرتين في بطولة أوروبية منذ الألماني توماس هسلر في عام 1992. سجل بيل هدفه الثالث في البطولة في الفوز 3–0 على روسيا، مما جعله الهداف التاريخي للمنتخب في البطولات الكبرى، متقدماً على إيفور ألتشورتش الذي سجل هدفين في كأس العالم 1958؛ كما أنه صنع الهدف الثاني في المباراة والذي سجله نيل تايلور. في دور الستة عشر ضد أيرلندا الشمالية في بارك دي برينس، أرسل بيل تمريرة عرضية سجل منها غاريث ماكاولي هدفًا في مرماه ليمنح ويلز الانتصار. تم إقصاء ويلز بعد الهزيمة 2–0 أمام البرتغال –بطل البطولة لاحقًا– في نصف نهائي البطولة في 6 يوليو.
في 5 سبتمبر 2016، سجل بيل هدفين في الفوز 4–0 على مولدوفا في تصفيات كأس العالم 2018. هذا أوصله إلى 24 هدفًا دوليًا، متجاوزًا كل من إيفور ألتشورتش وتريفور فورد، وخلف إيان راش فقط بـ28 هدفًا. في 22 مارس 2018، برصيد 29 هدفًا، أصبح بيل هداف ويلز التاريخي متجاوزًا إيان راش، بفضل أول هاتريك له في مسيرته الدولية في مباراة بكأس الصين 2018 ضد الصين.

## خارج كرة القدم

### حياته الشخصية
يعيش بيل في مدريد مع خطيبته إيما ريس جونز، حبيبته في المدرسة الثانوية. وُلد طفلهما الأول، ألبا فيوليت، في كارديف في 21 أكتوبر 2012، وولدت ابنتهما الثانية، نافا فالنتينا، في نفس المدينة في 22 مارس 2016. في 17 يوليو 2016، بعد يوم من عيد ميلاده السابع والعشرين، أعلن بيل أن كان هو وريس جونز قد مخطوبين. في 9 مارس 2018، أعلن بيل أنه وخطيبته كانا يتوقعان طفلهما الثالث. في وقت لاحق من ذلك العام، في 8 مايو، أعلن الزوجان ولادة ابنهما، أليكس تشارلز. بيل يمتنع عن شرب الكحول.

### الإعلام

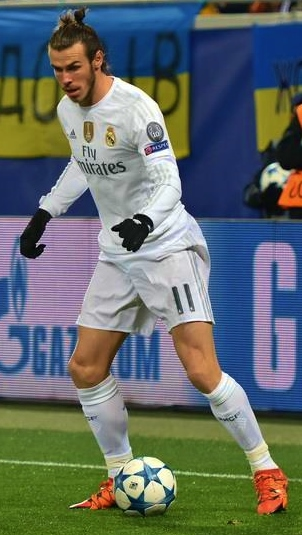
بيل يرتدي حذاء كرة القدم Adidas X15

في 26 مارس 2013، قدم بيل طلبًا إلى مكتب الملكية الفكرية لتسجيل شعار بناءً على احتفاله على شكل قلب مع رقم فريقه (أحد عشر) لاستخدامه في مجموعة من البضائع مثل الملابس والأحذية. ظهر بيل في سلسلة ألعاب الفيديو فيفا من إي أيه سبورتس، وقد ظهر على أغلفة لعبة فيفا 14 البريطانية والأيرلندية والشرق أوسطية، إلى جانب نجم الغلاف العالمي ليونيل ميسي. احتفاله الشهير بالهدف يظهر في فيفا 14.
وقع بيل مع العديد من الشركات في حياته المهنية ولديه عقد حالي مع أديداس وإي أيه سبورتس ولوكوزاد وبي تي سبورت. في عام 2014، حصل على راتب سنوي قدره 15 مليون جنيه إسترليني مع ريال مدريد، في حين أن موافقاته أكسبته ما يقدر بنحو 10 ملايين جنيه إسترليني سنويًا.[بحاجة لمصدر أفضل] في مارس 2014، كان بيل أول لاعب يرتدي حذاء كرة القدم Adidas F50. في عام 2015 كشف النقاب عن حذاء كرة القدم Adidas X15.
نشط على وسائل التواصل الاجتماعي، بيل لديه أكثر من 35 مليون متابع على إنستغرام، ويحصل على 185.000 دولار لكل منشور إعلاني، وهو ثاني أعلى بريطاني أجراً بعد ديفيد بيكهام.

### الأعمال الخيرية
في نوفمبر 2014، ظهر بيل في حملة فيفا «11 ضد الإيبولا» مع مجموعة مختارة من أفضل لاعبي كرة القدم من جميع أنحاء العالم، بما في ذلك كريستيانو رونالدو ونيمار وتشافي والنجم الأفريقي ديدييه دروغبا. وتحت شعار «معًا، يمكننا التغلب على الإيبولا»، تمت حملة فيفا بالاشتراك مع الاتحاد الأفريقي لكرة القدم وخبراء الصحة، حيث حمل اللاعبون إحدى عشرة رسالة للتوعية بالمرض وسبل مكافحته.

### الغولف
بيل هو مشجع ضخم للغولف. ألقت وسائل الإعلام الإسبانية باللوم على حبه للغولف باعتباره السبب في قضائه الكثير من الوقت مصابًا لريال مدريد.

## الإحصائيات
| النادي                  | الموسم   | الدوري                  | الدوري | الدوري  | الكأس الوطني | الكأس الوطني | كأس الدوري | كأس الدوري | أوروبا | أوروبا  | أخرى   | أخرى    | المجموع | المجموع |
| النادي                  | الموسم   | الدرجة                  | الظهور | الأهداف | الظهور       | الأهداف      | الظهور     | الأهداف    | الظهور | الأهداف | الظهور | الأهداف | الظهور  | الأهداف |
| ----------------------- | -------- | ----------------------- | ------ | ------- | ------------ | ------------ | ---------- | ---------- | ------ | ------- | ------ | ------- | ------- | ------- |
| ساوثهامبتون             | 2005–06  | دوري البطولة الإنجليزية | 2      | 0       | 0            | 0            | 0          | 0          | —      | —       | —      | —       | 2       | 0       |
| ساوثهامبتون             | 2006–07  | دوري البطولة الإنجليزية | 38     | 5       | 1            | 0            | 3          | 0          | —      | —       | 1      | 0       | 43      | 5       |
| ساوثهامبتون             | المجموع  | المجموع                 | 40     | 5       | 1            | 0            | 3          | 0          | —      | —       | 1      | 0       | 45      | 5       |
| توتنهام هوتسبير         | 2007–08  | الدوري الإنجليزي        | 8      | 2       | 0            | 0            | 1          | 1          | 3      | 0       | —      | —       | 12      | 3       |
| توتنهام هوتسبير         | 2008–09  | الدوري الإنجليزي        | 16     | 0       | 2            | 0            | 5          | 0          | 7      | 0       | —      | —       | 30      | 0       |
| توتنهام هوتسبير         | 2009–10  | الدوري الإنجليزي        | 23     | 3       | 8            | 0            | 3          | 0          | —      | —       | —      | —       | 34      | 3       |
| توتنهام هوتسبير         | 2010–11  | الدوري الإنجليزي        | 30     | 7       | 0            | 0            | 0          | 0          | 11     | 4       | —      | —       | 41      | 11      |
| توتنهام هوتسبير         | 2011–12  | الدوري الإنجليزي        | 36     | 9       | 4            | 2            | 0          | 0          | 2      | 1       | —      | —       | 42      | 12      |
| توتنهام هوتسبير         | 2012–13  | الدوري الإنجليزي        | 33     | 21      | 2            | 1            | 1          | 1          | 8      | 3       | —      | —       | 44      | 26      |
| توتنهام هوتسبير         | المجموع  | المجموع                 | 146    | 42      | 16           | 3            | 10         | 2          | 31     | 8       | —      | —       | 203     | 55      |
| ريال مدريد              | 2013–14  | الدوري الإسباني         | 27     | 15      | 5            | 1            | —          | —          | 12     | 6       | —      | —       | 44      | 22      |
| ريال مدريد              | 2014–15  | الدوري الإسباني         | 31     | 13      | 2            | 0            | —          | —          | 10     | 2       | 5      | 2       | 48      | 17      |
| ريال مدريد              | 2015–16  | الدوري الإسباني         | 23     | 19      | 0            | 0            | —          | —          | 8      | 0       | —      | —       | 31      | 19      |
| ريال مدريد              | 2016–17  | الدوري الإسباني         | 19     | 7       | 0            | 0            | —          | —          | 8      | 2       | 0      | 0       | 27      | 9       |
| ريال مدريد              | 2017–18  | الدوري الإسباني         | 26     | 16      | 2            | 1            | —          | —          | 7      | 3       | 4      | 1       | 39      | 21      |
| ريال مدريد              | 2018–19  | الدوري الإسباني         | 29     | 8       | 3            | 0            | —          | —          | 7      | 3       | 3      | 3       | 42      | 14      |
| ريال مدريد              | 2019–20  | الدوري الإسباني         | 16     | 2       | 1            | 1            | —          | —          | 3      | 0       | 0      | 0       | 20      | 3       |
| ريال مدريد              | 2021–22  | الدوري الإسباني         | 5      | 1       | 0            | 0            | —          | —          | 2      | 0       | 0      | 0       | 7       | 1       |
| ريال مدريد              | المجموع  | المجموع                 | 176    | 81      | 13           | 3            | —          | —          | 57     | 16      | 12     | 6       | 258     | 106     |
| توتنهام هوتسبير (إعارة) | 2020–21  | الدوري الإنجليزي        | 20     | 11      | 2            | 1            | 2          | 1          | 10     | 3       | —      | —       | 34      | 16      |
| لوس أنجلوس              | 2022     | الدوري الأمريكي         | 12     | 2       | —            | —            | —          | —          | —      | —       | 1      | 1       | 13      | 3       |
| الإجمالي                | الإجمالي | الإجمالي                | 394    | 141     | 32           | 7            | 15         | 3          | 98     | 27      | 14     | 7       | 553     | 185     |

1. ↑  تشمل كأس الاتحاد الإنجليزي، كأس ملك إسبانيا
2. ↑  تشمل كأس رابطة الأندية الإنجليزية المحترفة
3. ↑  المباريات في تصفيات دوري البطولة الإنجليزية
4. 1 2  المباريات في كأس الاتحاد الأوروبي
5. 1 2 3 4 5 6 7 8 9  المباريات في دوري أبطال أوروبا
6. 1 2  المباريات في الدوري الأوروبي
7. ↑  مباراة واحدة في كأس السوبر الأوروبي، ومباراتين في كأس السوبر الإسباني، ومباراتين وهدفين في كأس العالم للأندية
8. ↑  مباراة واحدة في كأس السوبر الأوروبي، ومباراة في كأس السوبر الإسباني، ومباراتين وهدف واحد في كأس العالم للأندية
9. ↑  مباراة في كأس السوبر الإسباني، ومباراتين وثلاثة أهداف في كأس العالم للأندية
10. ↑  المباراة في تصفيات الدوري الأمريكي لكرة القدم

### المنتخب

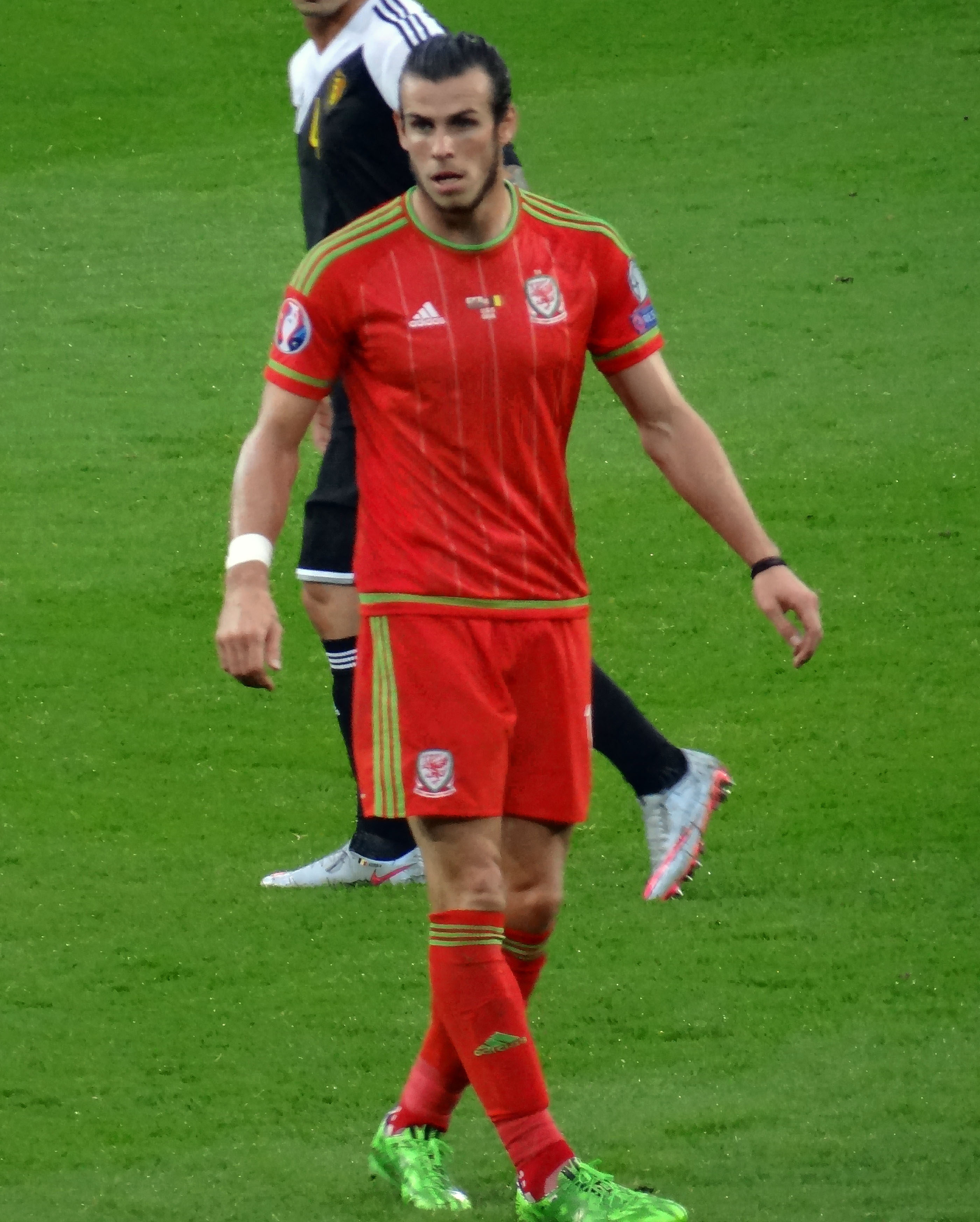
بيل يلعب مع ويلز ضد بلجيكا في عام 2015

| ويلز    | ويلز   | ويلز    |
| العام   | الظهور | الأهداف |
| ------- | ------ | ------- |
| 2006    | 4      | 1       |
| 2007    | 7      | 1       |
| 2008    | 5      | 0       |
| 2009    | 7      | 0       |
| 2010    | 4      | 1       |
| 2011    | 6      | 3       |
| 2012    | 5      | 3       |
| 2013    | 5      | 2       |
| 2014    | 5      | 3       |
| 2015    | 6      | 5       |
| 2016    | 11     | 7       |
| 2017    | 3      | 0       |
| 2018    | 6      | 5       |
| 2019    | 9      | 2       |
| 2020    | 4      | 0       |
| 2021    | 13     | 3       |
| 2022    | 11     | 5       |
| المجموع | 111    | 41      |

## الإنجازات

### النادي
توتنهام هوتسبير
- كأس رابطة الأندية الإنجليزية المحترفة: 2007–08[117]

ريال مدريد
- الدوري الإسباني: 2016–17،[119] 2019–20[120]، 2021–22[121]
- كأس السوبر الإسباني: 2017[122] 2019–20[123]،
- كأس ملك إسبانيا: 2013–14[124]
- دوري أبطال أوروبا: 2013–14،[125] 2015–16،[126] 2016–17،[127] 2017–18[128]، 2021–22[129]
- كأس السوبر الأوروبي: 2014،[130] 2017[131]
- كأس العالم للأندية: 2014،[132] 2016،[133] 2017[134] 2018[135]

لوس أنجلوس
- كأس الدوري الأمريكي: 2022
- درع المشجعين: 2022

### الفردية
- أفضل لاعب شاب في الموسم في نادي توتنهام: 2009–10، 2010–11[136][137]
- لاعب العام في توتنهام هوتسبير: 2012–13[138]
- جائزة أفضل لاعب في أوروبا المركز الثالث: 2016[139]
- جائزة اليويفا لأفضل فريق: 2011،[140] 2013[141]
- تشكيلة الموسم لدوري أبطال أوروبا: 2015–16[142]
- 1: 2010، 2011، 2013، 2014، 2015، 2016
- أفضل لاعب ويلزي: 2010،[143] 2011،[144] 2013،[145] 2014،[146] 2015،[147] 2016[148]
- تشكيلة العام من وسائل الإعلام الرياضية الأوروبية: 2012–13[149]
- فريق العقد من حفل جوائز الدوري الإنجليزي: 2015[150]
- أفضل لاعب في الشهر بالدوري الإنجليزي الممتاز: أبريل 2010، يناير 2012، فبراير 2013[151]
- فريق العام من اتحاد لاعبي كرة القدم المحترفين: دوري البطولة الإنجليزية 2006–07،[152] الدوري الإنجليزي الممتاز 2010–11،[153] الدوري الإنجليزي الممتاز 2011–12،[154] الدوري الإنجليزي الممتاز 2012–13[155]
- جائزة أفضل لاعب في إنجلترا: 2010–11،[153] 2012–13[155]
- جائزة أفضل لاعب شاب في إنجلترا: 2012–13[155]
- جائزة أفضل لاعب في إنجلترا من اتحاد كتاب كرة القدم: 2012–13[156]
- جائزة لاعب الموسم في الدوري الإنجليزي الممتاز: 2012–13[151]
- فيفبرو التشكيلة الثانية: 2013[157]
- فيفبرو التشكيلة الثالثة: 2014، 2016[158][159]
- فيفبرو التشكيلة الرابعة: 2015[160]
- فيفبرو التشكيلة الخامسة: 2017[161]
- الكرة الذهبية في كاس العالم للاندية: 2018[162]
- جائزة البي بي سي للشخصية الرياضية الشابة ببلاد الغال: 2006[163]
- أفضل لاعب ويلزي شاب: 2007[164]
- الشخصية الرياضية الويلزية للسنة من قبل البي بي سي: 2010[165]

## وصلات خارجية
- غاريث بيل على موقع الاتحاد الدولي (مؤرشف)  (الإنجليزية)
- غاريث بيل على موقع الاتحاد الأوربي (الإنجليزية)
- غاريث بيل على موقع الدوري الأمريكي (الإنجليزية)
- غاريث بيل على موقع إي إس بي إن إف سي (الإنجليزية)
- غاريث بيل على موقع قاعدة بيانات كرة القدم.إي يو (الإنجليزية)
- غاريث بيل على موقع ليكيب (الفرنسية)
- غاريث بيل على موقع ناشيونال فوتبول تيمز (الإنجليزية)
- غاريث بيل على موقع Soccerbase.com (لاعب) (الإنجليزية)
- غاريث بيل على موقع Soccerway.com (الإنجليزية)
- غاريث بيل على موقع عالم كرة القدم.نت (الإنجليزية)
- غاريث بيل على موقع الدوري الإنجليزي الممتاز